# Кучмий, Сергей Николаевич

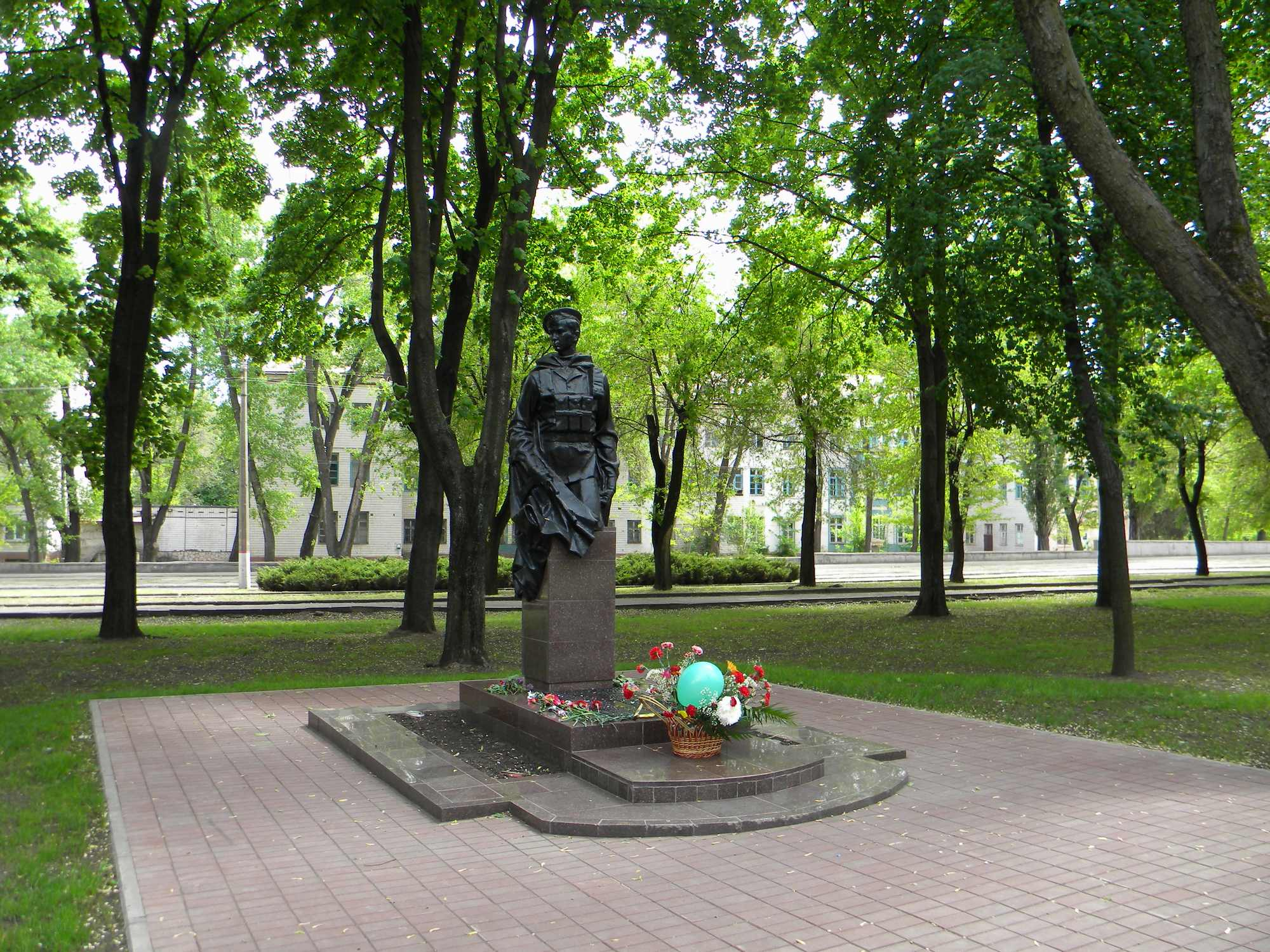
Имя на памятнике воинам-интернационалистам на Дзержинке (Кривой Рог)

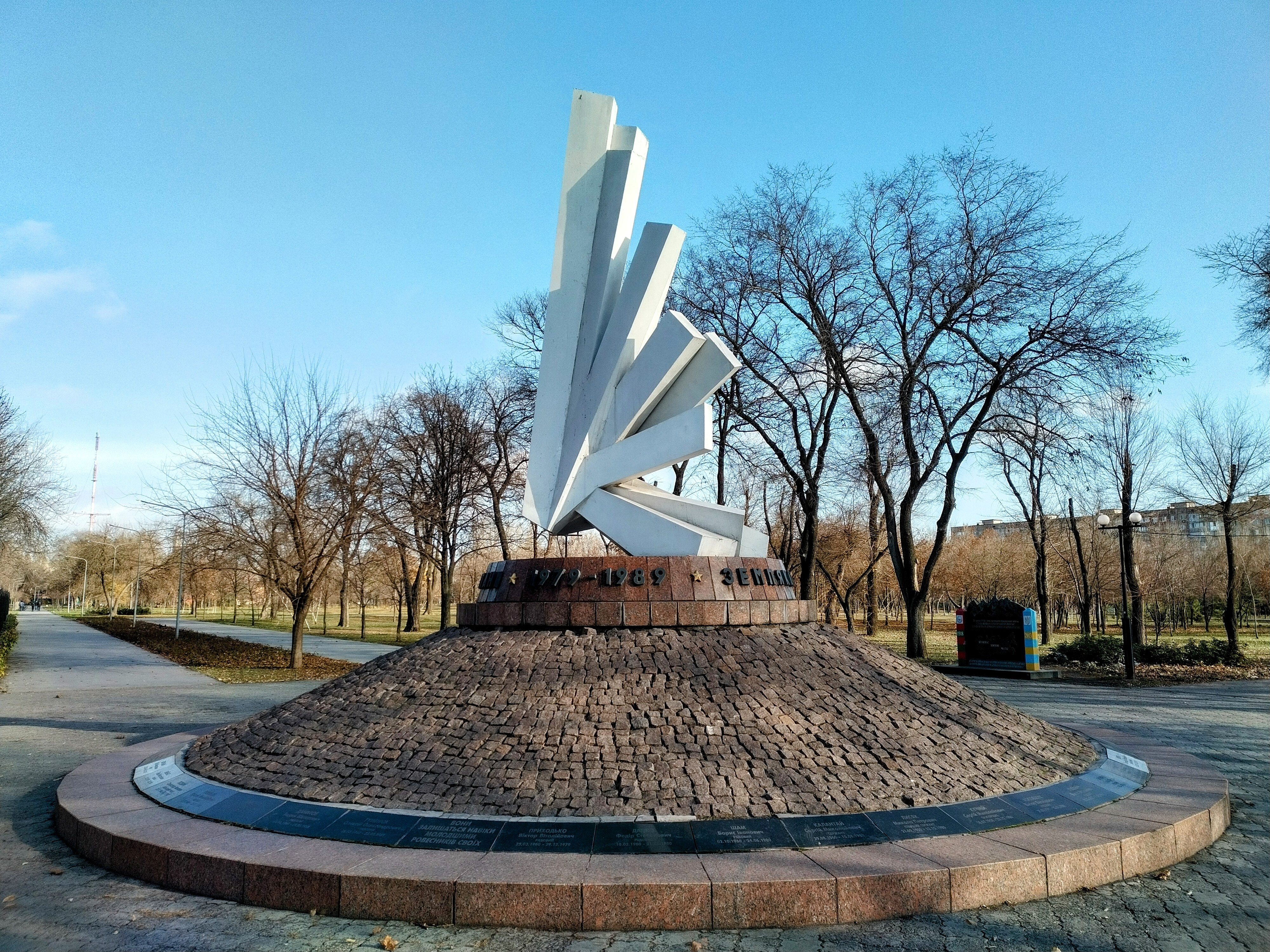
Имя на памятнике воинам-интернационалистам в Юбилейном парке (Кривой Рог)

Сергей Николаевич Кучмий (18 июля 1958, Кривой Рог, Днепропетровская область — 25 декабря 1980, Кабул) — советский военнослужащий, прапорщик, начальник склада ГСМ, участник Афганской войны.

## Биография
Родился 18 июля 1958 года в городе Кривой Рог Днепропетровской области УССР в рабочей семье, русский.
Окончил среднюю школу № 26 в Кривом Роге. В 1978 году окончил Криворожский металлургический техникум. Работал на Криворожском металлургическом комбинате. 
13 ноября 1978 года призван в Вооружённые силы СССР Саксаганским районным военным комиссариатом Кривого Рога. В 1979 году окончил школу прапорщиков. В январе 1980 года в звании прапорщика направлен в состав ограниченного контингента советских войск в Афганистане, служил начальником склада ГСМ 395-го мотострелкового полка 201-й мотострелковой дивизии (войсковая часть полевая почта 24785; район города Пули-Хумри, провинция Баглан).
25 декабря 1980 года был старшим автоколонны с горючим, на подходе к городу Кандагар колонна попала под обстрел. В завязавшемся бою действовал смело и решительно, умело руководил действиями подчинённых. В этом бою получил множественные тяжёлые ранения, от которых умер в госпитале в Кабуле.
Похоронен в Кривом Роге на Центральном кладбище (участок 8, ряд 5, могила 9).

## Награды
- Орден Красной Звезды (посмертно)[1][3].

## Память
- Имя на памятнике воинам-интернационалистам Днепропетровщины, погибшим в Афганистане (Днепр)[5];
- Имя на памятнике воинам-интернационалистам на Дзержинке (Кривой Рог);
- Имя на памятнике воинам-интернационалистам на КРЭСе (Кривой Рог);
- Имя на памятнике воинам-интернационалистам в Юбилейном парке (Кривой Рог);
- Памятная плита на фасаде Криворожского металлургического техникума[2].